# Вільгельмсдорф (Баден-Вюртемберг)
Вільгельмсдорф (нім. Wilhelmsdorf) — громада в Німеччині, знаходиться в землі Баден-Вюртемберг. Підпорядковується адміністративному округу Тюбінген. Входить до складу району Равенсбург.
Площа — 38,10 км2. Населення становить 5004 ос. (станом на 31 грудня 2020).